# アントニー・ヴァンデン・ボーレ
アントニー・アンリ・ヴァンデン・ボーレ（Anthony Henri Vanden Borre, 1987年10月24日 - ）は、ザイール（現コンゴ民主共和国）・リカシ出身の元サッカー選手。現役時代のポジションは右サイドバック及び右サイドハーフ。

## クラブ経歴

### アンデルレヒト
ベルギー出身の父とコンゴ人の母の下でザイールのリカシに生まれた。父の故郷ベルギーへ渡った後、8歳の時にRSCアンデルレヒトの下部組織に入団。同じくベルギー人とコンゴ人を両親に持つヴァンサン・コンパニと共に研鑽を積む。2004年3月のシャルルロワSC戦で16歳と141日でプロ初出場を飾ると、10月には契約を2007年まで延長した。2005-06シーズンは、2005年9月13日のUEFAチャンピオンズリーグでチェルシーFC相手に中盤でボールを奪取してからポストに弾かれるシュートを放つ など国外の多くのクラブから注目を集めていたが、2006年2月に契約を2010年まで延長。2005年9月21日に、KSVルーセラーレとのリーグ戦 (5-1) でプロ初得点を挙げた。
アンデルレヒトではコンパニと共に将来を担う選手と考えられており、クラブの象徴的な選手ポール・ヴァン・ヒムストから「これまで見てきた中で最大の逸材」と称賛されていた。しかし彼とは対照的に集中力の欠如や負傷によって同クラブでのキャリアは常時上手くいったとは限らず、また髪を自身の名前の頭文字である「AVB」に剃るなど幾つかの些細な問題を起こしていたことで、報道機関とコーチ陣の両方から悪童と認識されていた。

### 国外でのプレー
フィオレンティーナ
2007年3月7日に推定移籍金最低300万ユーロ程でセリエAのACFフィオレンティーナと2年延長オプション付きの3年契約を締結。10月7日のユヴェントスFC戦でジャンパオロ・パッツィーニに代わり後半から初出場を飾った。
ジェノア
フィオレンティーナでの出場機会が恵まれない中、ジェノアCFCと共同保有となり、2008年1月19日にパパ・ワイゴとのトレードで同クラブへ移籍した。この移籍に絶好の機会を与えられたと語り、3月8日のユヴェントス戦(0-2)で78分から初出場を飾る。以後数度の出場機会を得られたことで、2007-08シーズン終了後に故郷の取材で改めてジェノアに感謝し残留の意思を表明。それに呼応してクラブは2008年6月にフィオレンティーナから保有権全てを獲得したことを発表した。
完全移籍をした2008-09シーズンこそジャン・ピエロ・ガスペリーニ監督の下で25試合に出場したが、2009-10シーズン開幕前に構想外となり、クラブによって移籍先を模索されていた。
ポーツマスへの期限付き移籍
2009年8月13日にプレミアリーグのポーツマスFCへ2009-10シーズン終了まで期限付き移籍することが決定。8月19日のバーミンガム・シティFC戦で初出場を飾り、9月22日のカーライル・ユナイテッドFCとのフットボールリーグカップ(3-1)で初得点を挙げた。2010年2月6日のマンチェスター・ユナイテッドFC戦(0-5)ではオウンゴールを記録。2ヶ月後の4月3日のブラックバーン・ローヴァーズFC戦(0-0)で2度の警告によって退場となり、試合後にスティーヴ・ベネット主審を非難したが、覆ることなく1試合の出場停止となる。
同シーズンのポーツマスはFAカップで躍進して決勝戦に駒を進める一方で、リーグ戦では不振に喘ぎ最終的にチャンピオンシップへ降格、自身もなかなか定位置を掴めなかった。シーズン終了後に就任したスティーヴ・コッテリル監督はローン期間延長を望んでいたものの、その後ブンデスリーガの1.FCケルンへの移籍の噂が浮上したこともあって断念した。

### ヘンク
期限付き移籍満了に伴ってポーツマスからジェノアへ戻った後、頻繁に移籍市場での退団を予測された末に2010年9月1日に移籍金35万ユーロでKRCヘンクと契約を締結したことが発表された。この動きは失敗したと翌日に報じられていたが、最終的に9月7日に移籍金非公開でヘンクと2年+1年契約を締結。なお同契約は2011年1月1日からのものであり、それまでは親善試合やセカンドチーム以外の試合に出場することは禁じられている。その後正式にヘンクの選手となり、1月22日のKVコルトレイク戦(3-2)でケヴィン・デ・ブライネに代わり78分から初出場を飾る。レギュラーシーズン最終節サークル・ブルッヘ戦(0-1)で2度の警告によってプレーオフの1試合は出場停止で欠場したものの、殆どの試合に出場してリーグ優勝に貢献した。
翌2011-12シーズンは、UEFAチャンピオンズリーグ 2011-12のグループリーグ等でプレーをするなどマリオ・ベーン新監督の下で定位置を掴んだ。しかし2012年1月15日のSVズルテ・ワレヘム戦で78分に交代の指示を受けたことに不満を持ち、交代する際に監督を無視して相手選手のハビブ・ハビブとハイタッチをすると、さらに試合終了後にベーンを批判する問題行動を起こした。結果リザーブ行きを告げられ、2月中旬まで処罰が解かれることはなかった。その後レギュラーに返り咲き、4月14日の古巣アンデルレヒトとのプレーオフ(3-1)で移籍後初得点を挙げる。しかし延長オプションは行使されず同シーズン終了に伴う契約満了により退団することが3月31日に発表された。
ヘンクを退団してフリーとなると古巣アンデルレヒト含めて国内外のクラブから関心を寄せられる中、2012年10月17日にウクライナ・プレミアリーグのSCタフリヤ・シンフェロポリと2012-13シーズン終了までの契約で合意に達したと報じられた。しかしあくまでも交渉中であり、正式に契約を締結したわけではなく、正式契約には至らなかった。

### アンデルレヒト復帰
タフリヤとの交渉が破談となり、ヘンクを退団してから半年間無所属の状態が続いた後、2013年1月29日に古巣アンデルレヒトのゼネラル・マネージャーから機会を与えられ、2012-13シーズン終了までの契約で5年ぶりの復帰を果たす。2度目のアンデルレヒトでは、同僚達に暖かく迎えられてU-21チームで練習を開始 し、3月4日にセカンドチームの試合へ出場して本格的に復帰を果たす。1週間後の3月16日のKAAヘント戦(1-1)でロナルド・バルガスに代わって後半から初出場を飾った。同シーズンはこの1試合の出場で12分のプレーだったにも関わらず、マルチン・ヴァシレフスキとデニス・オドイが退団し、右サイドバックを務めるの選手がギヨーム・ジレのみと手薄だったことで6月18日に契約を2年延長することに成功した。
モンペリエへの期限付き移籍
2016年7月8日、リーグ・アンのモンペリエHSCに買い取りオプション付きの期限付き移籍をすることが発表された。

### マゼンベ
2017年1月10日に現役引退を示唆したが、同年3月2日に母親の故郷のクラブであるTPマゼンベに加入することが発表された。しかし8月には同クラブを退団することを表明した。翌年4月、アンデルレヒトやヘンクで嘗て指導を受けたフランキー・ベルコーテレン率いるサークル・ブルッヘの練習に参加している。

## 代表経歴
コンゴ民主共和国とベルギーの市民権を持ち、負傷離脱したオリヴィエ・ド・コックの代役として2006年4月23日にエメ・アンテュニス監督によってベルギー代表に初招集され、4月28日のトルコ戦 (2-3) でエリック・ドフランドルに代わって16歳186日で初出場を飾り、1911年にフェルナン・ニソトが記録した16歳19日に次ぐ最年少出場選手となる。1年後の2005年6月4日のセルビア・モンテネグロ戦(0-0)で初先発出場した。以後、A代表でプレーしながら年代別代表としてUEFA U-21欧州選手権2007 と北京オリンピックにも出場した。
2011年11月のルーマニア戦を最後に代表から遠ざかっていたが、その後のクラブでの活躍から、右サイドバックを務めるトビー・アルデルヴァイレルトの控えとしてジレやトマ・ムニエ、ローラン・シマンを抑えて2014年2月27日にマルク・ヴィルモッツ監督によって招集される。3月6日のコートジボワール戦で約2年半ぶりに復帰を果たすと、5月13日に発表された2014 FIFAワールドカップのメンバー入りをした。

## 代表歴

### 出場大会
- ベルギー代表
  - 2014 FIFAワールドカップ

### 試合数
- 国際Aマッチ 29試合 1得点（2004年-2014年）[43]

| ベルギー代表 | 国際Aマッチ | 国際Aマッチ |
| 年           | 出場        | 得点        |
| ------------ | ----------- | ----------- |
| 2004         | 1           | 0           |
| 2005         | 6           | 0           |
| 2006         | 8           | 1           |
| 2007         | 2           | 0           |
| 2008         | 2           | 0           |
| 2009         | 3           | 0           |
| 2010         | 0           | 0           |
| 2011         | 1           | 0           |
| 2012         | 0           | 0           |
| 2013         | 0           | 0           |
| 2014         | 6           | 0           |
| 通算         | 29          | 1           |

## タイトル
アンデルレヒト
- ジュピラー・プロ・リーグ : 2003-04, 2004-05, 2006-07, 2012-13, 2013-14
- ベルギー・スーパーカップ : 2004, 2013

ヘンク
- ジュピラー・プロ・リーグ : 2010-11
- ベルギー・スーパーカップ : 2011